# Habarîșce, Ratne
Habarîșce (în ucraineană Хабарище) este un sat în comuna Zaluhiv din raionul Ratne, regiunea Volînia, Ucraina.

## Demografie
Componența lingvistică a localității Habarîșce
     Ucraineană (97,94%)
     Belarusă (2,06%)
Conform recensământului din 2001, majoritatea populației localității Habarîșce era vorbitoare de ucraineană (97,94%), existând în minoritate și vorbitori de belarusă (2,06%).